# Вернер II Шенк фон Андек
Вернер II Шенк фон Андек (на немски: Werner II Schenk von Andeck; * пр. 1309; † пр. 1341) е благородник от стария благороднически род „фон Андек“, клон на „фон Цел“, шенк на Андек, Ерпфинген (в Зоненбюл в центъра на Швабска Юра) и Щауфенберг в Баден-Вюртемберг. Той е прародител на род Шенк фон Щауфенберг.
Той е син на рицар Вернер Шенк фон Цел (* пр. 1260). Брат е на Конрад Шенк фон Андек (има седем деца), Буркхард Шенк фон Щауфенберг (* ок. 1317), Бертхолд (Бенц) Шенк фон Щауфенберг (* ок. 1317; † пр. 1333), Аделхайд Шенк фон Цел, Аделхайд, омъжена за Ренхард фон Ехинген, и на сестра, омъжена за Буркхард фон Ехинген.
Фамилията Цел е през началото на 14 век една от могъщите швабски династии. Баща му построява към края на 13 век замък Андек (над Талхайм, окръг Тюбинген). Вернер II резидира със съпругата си на Щауфенберг (при Весинген) и се нарича „Шенк фон Андек, Ерпфинген и Щауфенберг“. Той получава Ерпфинг, зестрата на съпругата му.

## Фамилия
Вернер II Шенк фон Андек се жени 1314 г. за дъщеря на рицар Ханс фон Залмендинген-Ерпфинген, дъщеря на Ханс фон Залмендинген, който е съсед и приятел на фамилията Цел. Те имат децата:
- Ханес Шенк фон Щауфенберг († пр. 1344), женен за фон Тиерберг; има пет деца, между тях:
  - Руф (Рудолф) Шенк фон Щауфенберг (* ок. 1300; † 21 януари 1361), женен за Гут Залцфас († сл. 1372); има два сина
  - Конрад Контц Шенк фон Щауфенберг (* ок. 1310; † ок. 1361), женен за Аделун фон Ов; има осем деца
- Вернер фон Щауфенберг
- Буркхард фон Щауфенберг
- Фридрих фон Щауфенберг
- Валтер фон Щауфенберг
- Аделхайд фон Щауфенберг (* ок. 1300 в Рангендинген)